# Dolejší Krušec
Dolejší Krušec je malá vesnice, část města Hartmanice v okrese Klatovy v Plzeňském kraji. Nachází se asi dva kilometry severovýchodně od Hartmanic. Dolejší Krušec je také název katastrálního území o rozloze 4,18 km². V katastrálním území Dolejší Krušec leží i Prostřední Krušec a Trpěšice.

## Historie
První písemná zmínka o vesnici pochází z roku 1336.

## Obyvatelstvo
| Rok            | 1869 | 1880 | 1890 | 1900 | 1910 | 1921 | 1930 | 1950 | 1961 | 1970 | 1980 | 1991 | 2001 | 2011 | 2021 |
| -------------- | ---- | ---- | ---- | ---- | ---- | ---- | ---- | ---- | ---- | ---- | ---- | ---- | ---- | ---- | ---- |
| Počet obyvatel | 167  | 184  | 184  | 184  | 178  | 188  | 149  | 62   | 51   | 30   | 18   | 12   | 16   | 16   | 11   |
| Počet domů     | 23   | 22   | 22   | 23   | 23   | 24   | 23   | 24   | 24   | 7    | 6    | 13   | 12   | 12   | 11   |

## Obecní správa
Při sčítání lidu v letech 1850–1879 Dolejší Krušec byl osadou obce Prostřední Krušec v okrese Sušice. V letech 1880–1959 byl samostatnou obcí v okrese Sušice. Od roku 1960 je částí města Hartmanice v okrese Klatovy. V letech 1880–1959 k obci patřily Nuzerov, Prostřední Krušec a Trpěšice.

## Pamětihodnosti
- Na jihozápadním okraji vesnice stojí dolnokrušecký zámek z poloviny šestnáctého století.[8]
- Krušecká lipová alej